# 田老站
田老站（日语：／ Tarō eki */?）是位於岩手縣宮古市田老字小林，三陸鐵道的谷灣線車站。
車站的愛稱為「銀色之飛沫」。車站附近為一個港町，盛產養殖鮑魚和三文魚。

## 歷史
- 1972年（昭和47年）2月27日：日本國有鐵道宮古線終點車站啟用。當初只有1面1線月台。
- 1984年（昭和59年）4月1日：車站由三陸鐵道接管。成為北谷灣線車站。同時北谷灣線此站至普代站之間開通。
- 日期不詳：新建田老物產觀光中心，該中心也同時成為車站大樓。另外，增設列車交會設備。
- 2011年（平成23年）
  - 3月11日：發生東北地方太平洋近海地震（東日本大震災），使北谷灣線全線暫停營業。車站附近受到海嘯衝擊，使車站大樓受損，路軌上的碎石散落一地，但是月台沒有倒塌。
  - 3月20日：宮古站至此站之間重開，此站重開。
  - 3月29日：此站至小本站之間重開。
- 2019年（平成31年）3月23日：東日本旅客鐵道釜石至宮古之間由三陸鐵道接管，此站成為谷灣線車站[1]。

## 車站構造
此站是地面車站，設有1面2線的島式月台。另外靠近山邊設有1條側線。
在2019年3月，當舊JR山田線區間還未由三陸鐵道接管前，此站是日本私鐵、第3部門鐵道中，本州最東車站旅客車站。在接管後由岩手船越站承繼。
曾經此站是簡易委託車站，的委托田老町觀光協會負責車站業務。在「田老物產觀光中心」內設有車站大樓和售票處。發生東日本大震災後，車站大樓除了外牆外全毀，車站大樓與月台之間的樓梯堆滿了瓦礫。
後來，已損毀的車站大樓完全拆毀，現時成為無人車站。

### 月台
| 月台 | 路線    | 上下行 | 方向               |
| ---- | ------- | ------ | ------------------ |
| 1    | ■谷灣線 | 上行   | 宮古、釜石、盛方向 |
| 2    | ■谷灣線 | 下行   | 久慈方向           |

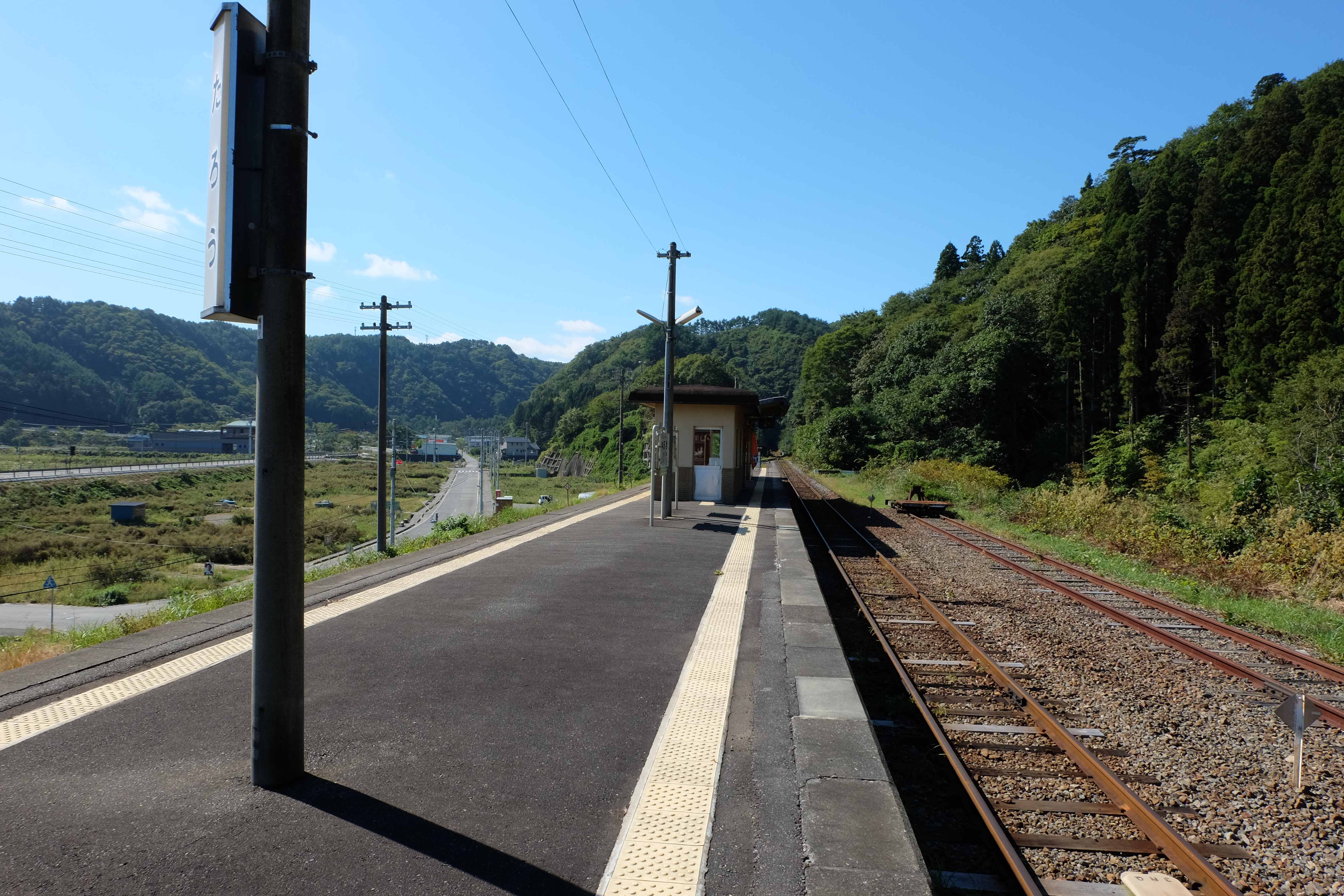
月台望向佐羽根站方向（2013年9月29日）
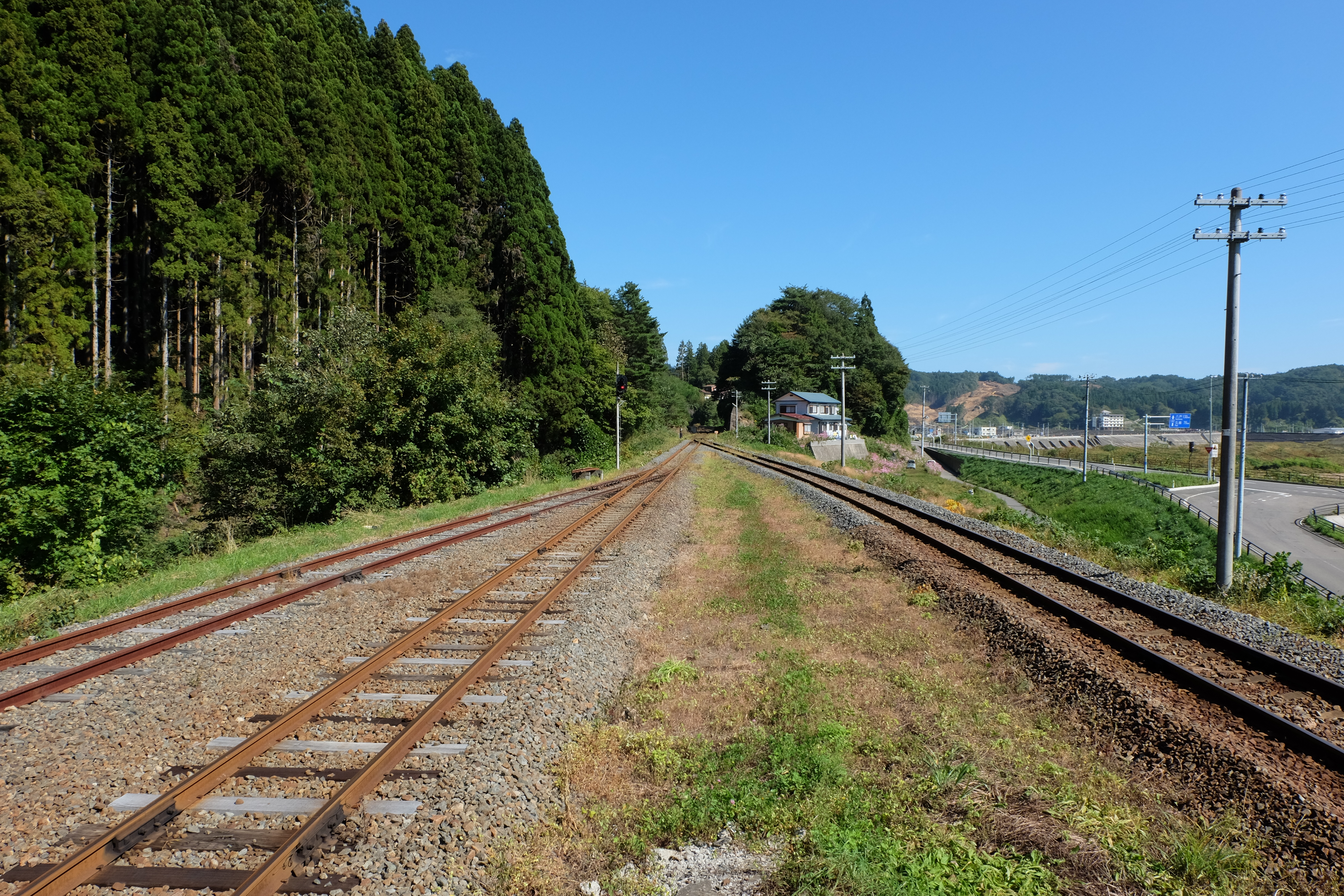
月台望向攝待站方向（2013年9月29日）
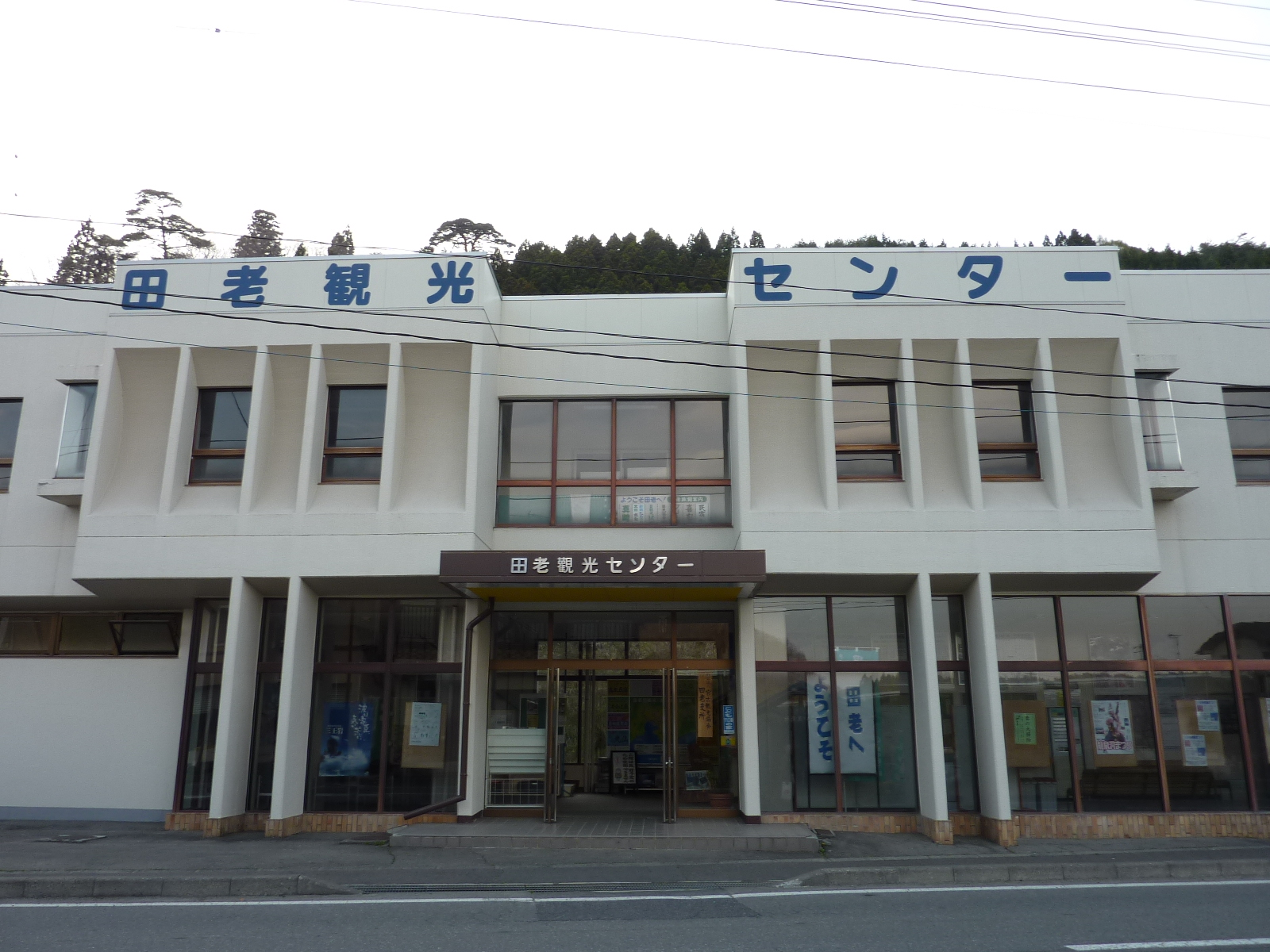
震災前的車站大樓（2010年5月）

## 使用狀況
在2021年度，一年總乘車人次為15,607人。
| 乘車人次變化       | 乘車人次變化     | 乘車人次變化 |
| 年度               | 1日平均 乘車人次 | 參考資料     |
| ------------------ | ---------------- | ------------ |
| 2012年（平成24年） | 49               | [ 6 ]        |
| 2013年（平成25年） | 52               | [ 6 ]        |
| 2014年（平成26年） | 57               | [ 6 ]        |
| 2015年（平成27年） | 57               | [ 6 ]        |
| 2016年（平成28年） | 54               | [ 7 ]        |
| 2017年（平成29年） | 63               | [ 7 ]        |
| 2018年（平成30年） | 66               | [ 7 ]        |
| 2019年（令和元年） | 71               | [ 7 ]        |
| 2020年（令和2年）  | 55               | [ 8 ]        |
| 2021年（令和3年）  | 43               | [ 5 ]        |

## 車站周邊
- 岩手縣道177號有藝田老線（日语：岩手県道177号有芸田老線）
- 國道45號
- 岩手縣北巴士（日语：岩手県北自動車）「田老站前」巴士站
- 岩手縣立宮古北高等學校（日语：岩手県立宮古北高等学校）
- 三陸自動車道 田老南交匯處（日语：田老南インターチェンジ）

## 相鄰車站
三陸鐵道
■谷灣線
佐羽根－田老－新田老

## 注腳
1. ↑  . 毎日新聞 (毎日新聞社). 2019-03-23  [2019-03-24]. （原始内容存档于2019-03-23） （日语）.
2. 1 2  冨手淳. . Web日本鉄道旅行地図帳 全線・全駅・全廃線. 新潮社. 2013-09  [2014-07-27]. （原始内容存档于2014-07-27） （日语）.
3. ↑  望月正彦（三陸鉄道代表取締役社長）.  (PDF). Consultant (建設コンサルタンツ協会). 2014-04, 263: 26–29  [2014-07-27]. 原始内容存档于2014-07-27 （日语）.
4. ↑   (PDF). よみがえれ！みちのくの鉄道 (東北の鉄道震災復興誌編集委員会（国土交通省東北運輸局）). 2012-09: 140–159  [2014-07-27]. 原始内容存档于2013-10-29 （日语）.
5. 1 2   (PDF). 宮古市の統計 令和4年版. 宮古市. 2023-04-01  [2024-01-11].
6. ↑   (PDF). 宮古市の統計 平成28年版. 宮古市: 50. 2017-04-12  [2021-05-03]. （原始内容 (PDF)存档于2019-02-06）.
7. ↑   (PDF). 宮古市の統計 令和2年版. 宮古市: 50. 2021-04-07  [2021-05-03].
8. ↑   (PDF). 宮古市の統計 令和3年版. 宮古市: 50. 2022-03-31  [2022-07-09].

## 外部連結
- 車站·周邊資訊【田老站】 （页面存档备份，存于）（日語）：三陸鐵道